# Malečská lípa
Malečská lípa  je památný strom ve vsi Maleč, části obce Strašín v okrese Klatovy jihovýchodně od Sušice. Lípa malolistá (Tilia cordata) roste na jihovýchodním okraji vesnice, na soukromém pozemku u čp. 21 po pravé straně silnice II/171 do Vacova, v nadmořské výšce 845 m. Lípa roste obklopena nepořádkem, chlívky, dřevem a kůlnou. Kmen stromu je nízký a dutý, dělí se na pět větví a jeho obvod je 671 cm. Koruna stromu dosahující do výšky 21 m (obě měření 2000) je částečně stažena, některé z větví leží na střeše sousedního domu. Lípa je chráněna od roku 1974 pro svůj vzrůst a věk.

## Fotogalerie

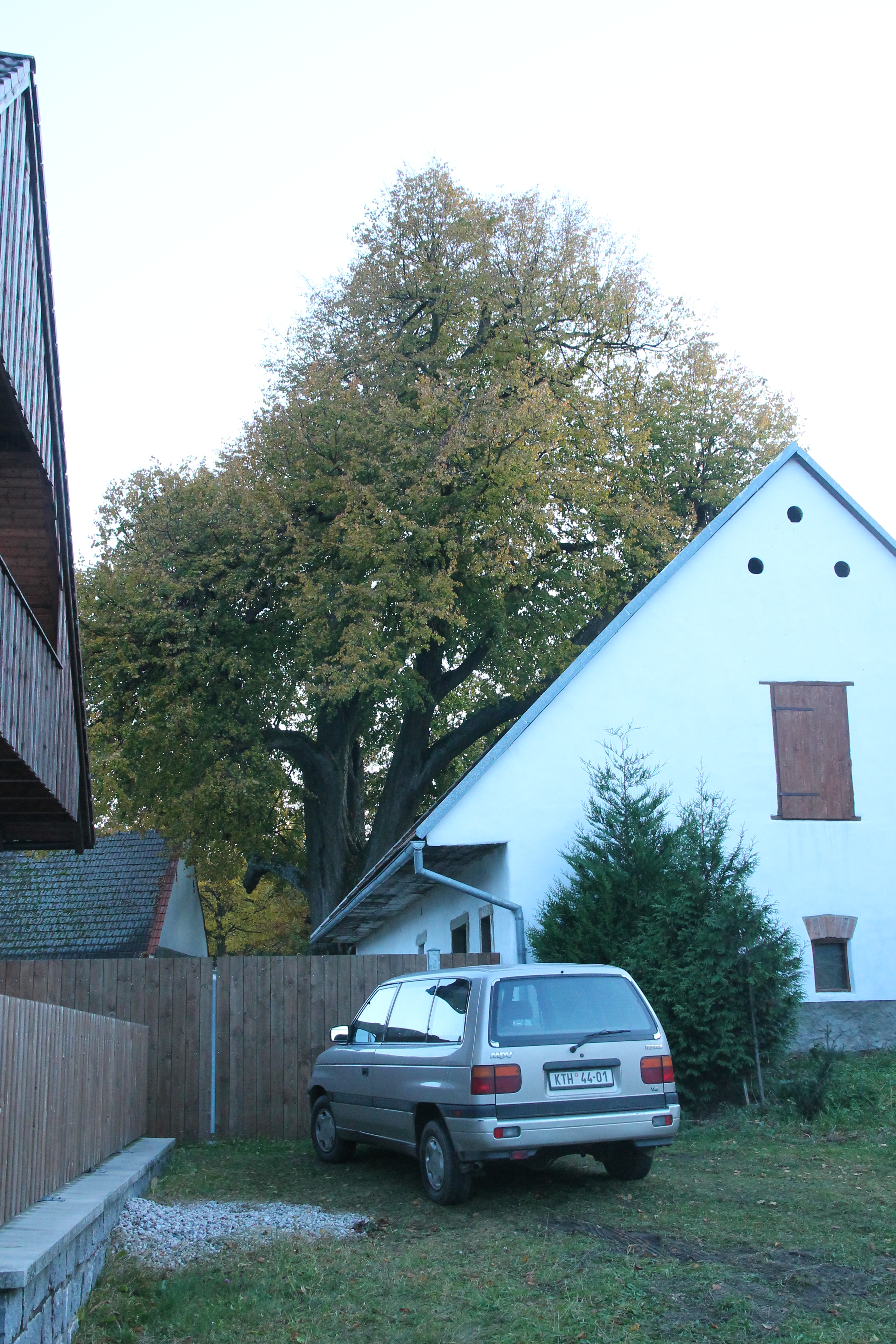
Lípa od silnice
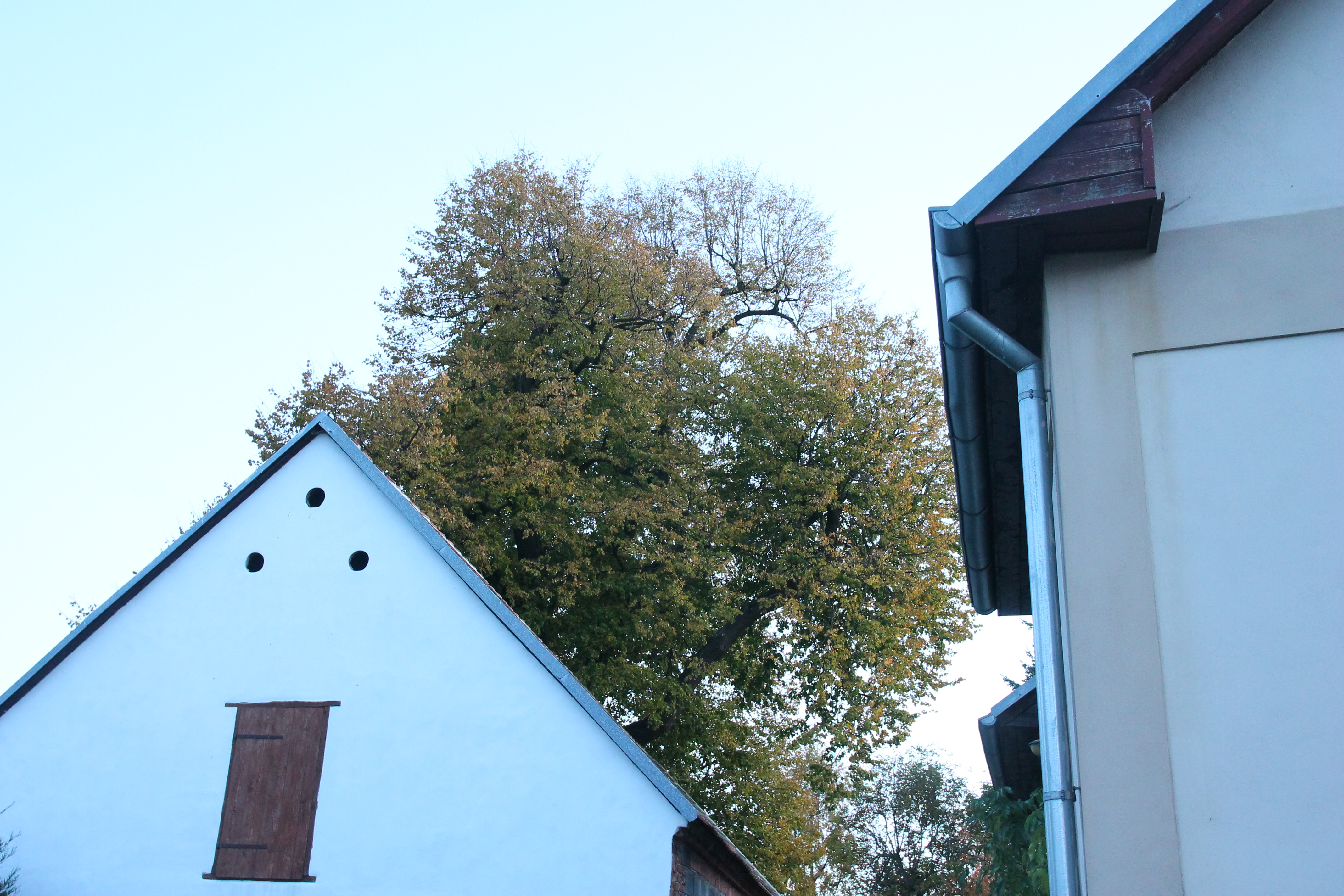
Detail koruny stromu